# アーマー
アーマー（英語: Armagh [ɑrˈmɑː]、アイルランド語: Ard Mhacha [aɾˠd̪ˠ ˈwaxə]）は、アイルランド（現在はイギリス統治下）の北アイルランド南部、アーマー県の県都である。ただし県都とは言っても、北アイルランドの市では最も、アイルランド島では2番目に人口が少ない市である。1790年に設立されたアーマー天文台が存在する。

## 歴史
アーマーの歴史は約紀元前600年のケルト人の時代にまでさかのぼられる。当時はマーハ女王がこのあたりを支配していた。当時の遺跡であるエイン・マーハ（ナバン・フォート）が市の西端にある。エイン･マーハは北アイルランドでは重要な古代遺跡であり、棄却されることとなったが世界遺産への登録を申請したこともある。マーハ女王の名はアーマーの地名の由来になっており、かつて丘を中心に発展したアーマーはマーハ女王の丘を意味する「アード・マーハ」と呼ばれていた。それが徐々に「アーマー」に変化したのだ。
445年には、ローマ教皇からケルト人にキリスト教を布教するという役目を受けたパトリキウス（聖パトリック）がアーマーに布教活動拠点となる教会を設立した。このとき彼は、アイルランドに元々存在したケルトの宗教観を改宗させるのではなく、キリスト教とケルトの宗教観を融和させる形を取り、キリスト教を布教した。布教活動の拠点であった教会があったことから、アーマーはアイルランドで宗教上重要な都市とされることがある。
1014年に、当時この地を支配していた古代スカンジナビア人をアイルランドから追い払ったことで知られるブライアン・ボルが、アーマーにある聖パトリック大聖堂の墓地に葬られている。
1986年1月1日にアルスター警察（RUC）のジェームズ・マキャンドレスとマイケル・ウィリアムズの2人が、遠隔爆弾でアイルランド共和軍によって殺されるという事件が起こった。

## 人口
人口14,590人のアーマーは、アイルランドでは中型の都市（人口10,000 - 18,000）と分類される。以下の統計はアーマー市全体に占める割合である。
- アーマー市全体の人口　100%
- 15歳未満の人口　　　　　 25.1%
- 60歳以上の人口　　　　　 17.5%
- カトリック系の人口　　　 　68.3%
- プロテスタント系の人口   　30.2%

## 教育
アーマーは5世紀のパトリキウス（聖パトリック）の時代から教育の街として知られる。その始まりは、パトリキウスが、アーマーで教育を受けた者だけが布教を行えるという規定を定めたことに始まる。その後、1608年に開校した王立学校を中心に教育が行われ、18世紀にはロビンソン大司教の援助により大学の建設が計画されたが、実現には時間がかかり、1990年代にベルファスト大学の出張所が開設されたことによりようやく成し遂げられた。 

## 交通
アーマーには、かつて鉄道路線が通っており、アーマー駅も開設されていた。しかし、アーマーを通っていた鉄道路線は1957年10月1日までに全て廃止された。このため、現在のアーマーにおける公共交通機関はバス路線が中心となっている。

### アーマー鉄道史
| 年代   | 出来事                                                                         |
| ------ | ------------------------------------------------------------------------------ |
| 1848年 | アーマーから北アイルランドの中心都市であるベルファストへ通じる鉄道が開通した。 |
| 1858年 | モナハンへの鉄道路線が開通。                                                   |
| 1864年 | ニューリーの鉄道路線が開通。                                                   |
| 1889年 | ニューリーへの路線で鉄道災害が起こった。                                       |
| 1909年 | ケディーへの鉄道路線が開通した。                                               |
| 1933年 | ニューリーへの路線が、廃線。                                                   |
| 1957年 | 全ての路線が廃線となり、アーマー駅も廃駅となった。                             |